# ويليام لوك
ويليام لوك (بالإنجليزية: William Locke)‏ هو عسكري أسترالي، ولد في 14 أغسطس 1894 في St Kilda, Victoria ‏ في أستراليا، وتوفي في 3 أبريل 1962.